# بيكي بايلس
بيكي بايلس (بالإنجليزية: Becky Bayless)‏ هي مصارعة محترفة وممثلة أمريكية، ولدت في 3 فبراير 1982 في كوينز في الولايات المتحدة.

## وصلات خارجية
- بيكي بايلس على موقع CageMatch worker (الإنجليزية)
- بيكي بايلس على موقع قاعدة بيانات المصارعة على الإنترنت (الإنجليزية)
- بيكي بايلس على موقع IMDb (الإنجليزية)
- بيكي بايلس على موقع كينوبويسك (الروسية)